# Caherconree
Il monte Caherconree (in inglese Caherconree; in gaelico irlandese Cathair Conraoi) è una cima irlandese situata nella Penisola di Dingle, nella contea irlandese del Kerry. Con 835 metri d'altezza dal suolo, è la seconda montagna più alta della penisola (dopo il Monte Brandon e la 26° più alta dell'isola d'Irlanda.

## Posizione
Il monte è unito ad est ad un'altra cima, il Baurtregaum (851 m), tramite uno stretto crinale. Ci sono due piccole glen ai due versanti della montagna.

## Il monte nel mito
Il Caherconree prende il suo nome da un forte ad anello di pietra che copre due terzi dell'accesso da sud-ovest. Il forte è circondato su tre lati da ripide scogliere. Secondo la mitologia irlandese il forte sarebbe stato costruito da Cú Roí il quale lo avrebbe costruito nel corso di una sola notte per fermare gli attacchi degli estranei. Nella storia Aided Con Roí, una figlia del re, chiamata Blathnát, fu rapita da Cu Roi e portata nel forte. Venne ritrovata dal suo amante, Cú Chulainn. La donna segnalò all'amato che era possibile attaccare il forte, rovesciando del latto in un ruscello. Proprio per questo il ruscello, che si ritiene essere quello della mitologia, è chiamato Fingals (da Fhionnghlaise, che significa "Il ruscello bianco"). C'è una roccia caratteristica sul monte, chiamata Fin MacCool's Chair, in onore di un'ulteriore figura mitologica, Fionn mac Cumhaill.